# Hawaii Crime Story
Hawaii Crime Story (Originaltitel: The Big Bounce) von 2004 ist eine US-amerikanische Gangsterkomödie mit Owen Wilson in der Hauptrolle. Es ist die Verfilmung des Romanes The Big Bounce von Elmore Leonard, welcher 1969 erschien.

## Handlung
Der Kleinganove Jack Ryan flüchtet vor seinen Problemen nach Hawaii. Dort versucht er zunächst auf legale Art und Weise Geld zu verdienen. Als er sich auf der Hotelbaustelle des skrupellosen Unternehmers Ray Ritchie sprichwörtlich auf die Seite der Einheimischen schlägt, wird er gefeuert. Nachdem er wieder aus dem Gefängnis ist, fordert ihn Rays Laufbursche Bob Rogers Junior auf, die Insel zu verlassen. Jack  bleibt jedoch und ergattert einen Job in der Bungalowanlage des Bezirksrichters Walter Crewes. Außerdem bändelt er mit Ritchies Freundin Nancy an. Diese versucht ihn dazu zu überreden, die in Rays Wochenendhaus gelagerten Mafia-Schmiergelder zu stehlen. Jack ist äußerst argwöhnisch, scheint doch ohnehin jeder, den er auf Hawaii trifft, vor allem an sich selbst zu denken.

## Kritiken
Der 2003 entstandene Film war bei der Kritikern nicht sonderlich beliebt und zudem ein kommerzielles Desaster. Die Produktionskosten betrugen geschätzte 50 Millionen Dollar, der Film spielte an den Kinokassen jedoch nur 6.801.716 Dollar ein.
Lisa Schwartzmann verglich den Film in Entertainment Weekly mit einem Guacamole-Dip. Der Film sei „pikant und geschmackvoll“ und passe „gut zu einigen gekühlten Drinks“ ("It’s served whipped and diced as casually as guacamole dip, tart and tasty and good with a couple of cold drinks.").
Kevin Carr von „filmthreat.com“ lobte den Cast, kritisierte aber die mangelnde Finesse der Story.
Der Austin Chronicle bezeichnete den Film als „nicht nur schlecht, sondern vor allem einfach uninteressant“ ("The worst thing about Bounce isn’t that it’s bad but that it just isn’t interesting.").

## Hintergrund
Das Drehbuch basiert auf Elmore Leonards gleichnamigen Roman von 1969. Dieser ist seine erste dem „Crime-Genre“ zuzurechnende Arbeit, nachdem er zuvor vor allem Western geschrieben hatte.
Der komplette Film wurde an der North Shore von Oʻahu gedreht. In der Buchvorlage spielt die Handlung in Detroit.
Der Roman wurde bereits 1969 mit Ryan O’Neal und Leigh Taylor-Young in den Hauptrollen verfilmt.
Eigentlich spielte auch Kris Kristofferson eine größere Rolle, sein Part wurde jedoch herausgeschnitten.